# Poa ankaratrensis
Poa ankaratrensis là một loài thực vật có hoa trong họ Hòa thảo. Loài này được A.Camus & H.Perrier miêu tả khoa học đầu tiên năm 1922.